# Paussinae
Paussinae jsou podčeleď brouků z čeledi Carabidae (střevlíkovití), kteří byli dříve klasifikováni jako samostatná čeleď Paussidae.

## Taxonomie
- Paussinae Latreille, 1807
  - tribus Paussini 
    - podtribus Paussina 
      - rod Paussus 
        - Paussus favieri Fairmaire, 1851
        - Paussus turcicus I. Frivaldzky, 1835

  - tribus Metriini
    -       - rod Metrius Eschscholtz, 1829
        - Metrius contractus
        - Metrius explodens

      - rod Sinometrius

  - tribus Ozaenini
    -       - rod Eustra
      - rod Itamus
      - rod Pseudozaena
      - rod Physea
      - rod Pachyteles
      - rod Ozaena

  - tribus Protopaussini
    -       - rod Protopaussina